# Kai Holst
Kai Christian Middelthon Holst (kaldenavn Kaka) (født 24. februar 1913 i Lillehammer, død 27. juni 1945 i Stockholm) var en norsk sømand, pelsdyr opdrætter og modstandsmand under 2. verdenskrig. Da Milorgs ledelse blev arresteret af den tyske besættelsesmagt i efteråret 1942, fik han en central rolle i organisationen og var med i genopbygningen af Sentralledelsen (SL) sammen med Jens Christian Hauge. Holst måtte flygte fra Norge i sommeren 1943 og var indtil befrielsen i maj 1945 i Sverige.
For eftertiden er Holst kendt både for sin indsats i den norske modstandskamp i hjemmefronten og for omstændighederne omkring hans død i Stockholm. Sagen blev så omtalt meget i pressen at ledelsen for Milorg udgav en redegørelse i Aftenposten i juli 1945. Officielt opgav svenske og norske myndigheder selvmord som dødsårsag, men familien, mange af hans venner og kolleger i modstandsbevægelsen mener Holst blev myrdet. I efterkrigstiden har sagen med ujævne mellemrum været omtalt i bøger, radio og TV i Norge og Sverige.